# Libre à jamais
Libre à jamais est une série de bande dessinée publiée par les éditions Dargaud. S'inspirant du roman La Liberté éternelle (Forever Free) de Joe Haldeman, Marvano en réalise la transposition en bande dessinée. C'est la suite de la série de bande dessinée La Guerre éternelle publiée aux éditions Dupuis (elle-même s'inspirant du roman La Guerre éternelle (The Forever War) du même auteur).

## Synopsis
Cette histoire, basée sur la nouvelle Une guerre à part (A Separate War) de Joe Haldeman[réf. souhaitée], revient sur le moment où Marygay et William sont affectés à deux postes éloignés : elle vers le collapsar Aleph-10 alors que lui partira en campagne sur Sade-138. 150 000 années-lumière les sépareront.
Marygay ignore que Homme, la race des clones qui gouverne désormais la Terre a conclu un compromis contre nature avec ses ennemis, les Taurans.

## Albums
- 1 Une autre guerre[1], Dargaud, février 2002
Scénario : Joe Haldeman - Dessin : Marvano - Couleurs : Bruno Marchand -  (ISBN 2-87129-400-3)
- 2 Exode, Dargaud, novembre 2002
Scénario : Joe Haldeman - Dessin : Marvano - Couleurs : Bruno Marchand -  (ISBN 287129-460-7)
- 3 Révélation, Dargaud, novembre 2003
Scénario : Joe Haldeman - Dessin : Marvano - Couleurs : Bérengère Marquebreucq - I (ISBN 2-87129-537-9)